# Pietro Besate
Pietro Besate (Borgovercelli, 26 novembre 1919 – Borgovercelli, 11 gennaio 1984) è stato un sindacalista, politico e compositore italiano, noto per essere stato l'autore del canto di lavoro Son la mondina.

## Biografia
Cresciuto politicamente nella sezione di Vercelli del Partito Comunista Italiano, diventa ben presto punto di riferimento nelle contrattazioni per le rivendicazioni di braccianti e mondariso della zona, fino a diventare, dal 1945, dirigente sindacale, dapprima in Federterra e poi, nel 1950, in Federbraccianti, ai tempi il maggiore sindacato della provincia per numero di iscritti.
Fu proprio in occasione di un congresso di Federbraccianti che Piero Besate compose i versi del canto di lavoro Son la mondina, su musica ripresa da una canzone popolare di risaia, dal titolo "La rondinella".
Questa canzone divenne immediatamente celebre tra le mondariso fino a entrare nel repertorio classico delle canzoni folk di lotta.  
Dal 1958 al 1965 ricopre anche l'incarico di Segretario Generale della Camera del Lavoro-CGIL della provincia di Vercelli.
Nel 1966 viene nominato segretario generale del PCI di Vercelli.
Nel 1970 viene eletto membro nel primo Consiglio Regionale del Piemonte, venendo riconfermato per una seconda legislatura nel 1975.
Nel corso della I Legislatura presiede la III Commissione permanente (Problemi del Lavoro e dell'occupazione, Formazione Professionale, Cultura, Pubblica istruzione, Assistenza scolastica). Nel corso della II Legislatura ricopre i seguenti incarichi: vicepresidente VIII Commissione permanente (Problemi istituzionali, Affari generali e dell’organico, Enti locali) fino al 7 ottobre 1976; componente II Commissione permanente (Pianificazione territoriale, Urbanistica, Infrastrutture, Viabilità, Trasporti e comunicazioni, Parchi naturali, Uso delle acque, Sistemazione idrogeologica e forestale, Inquinamento, Tutela dell’ambiente) dal 20 ottobre 1976; componente III Commissione permanente (Agricoltura e foreste, Uso e disciplina delle acque in agricoltura) dal 20 ottobre 1976.
Nel 1980 si distingue nuovamente a livello locale, dapprima - brevemente - come consigliere provinciale, sempre nelle file del PCI, e poi come presidente del Comprensorio di Vercelli, neo-nato ente territoriale. Manterrà questa carica fino alla morte, avvenuta all'età di 64 anni, dopo una breve malattia, il 11 gennaio 1984.

## Luoghi ed edifici intitolati a Besate
- Borgovercelli (VC): la via che porta alle scuole comunali.